# Hendrick Avercamp

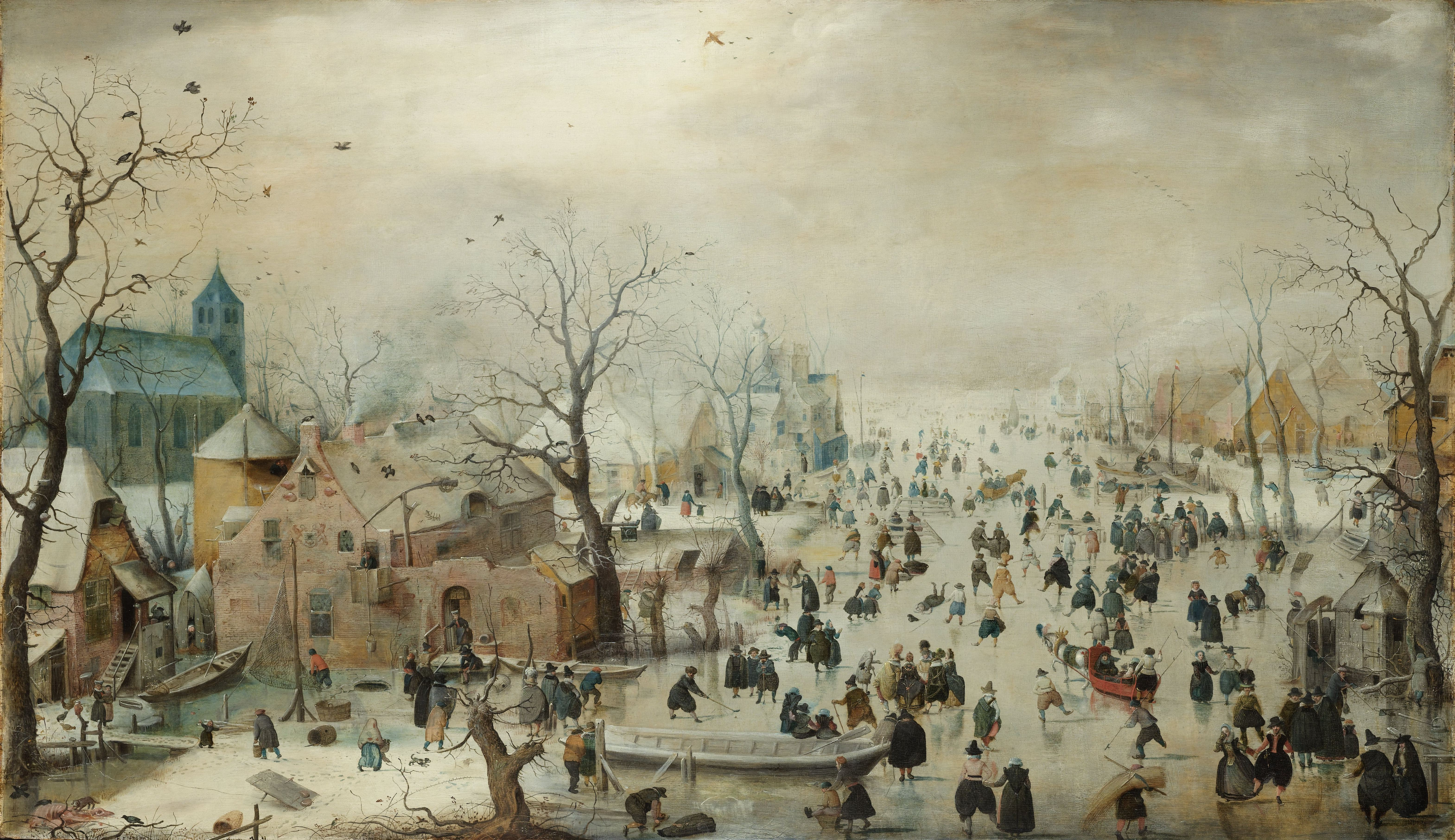
Vinterlandskap med skridskoåkare, cirka 1608, 78 x 132 cm, Rijksmuseum, Amsterdam.

Hendrick Avercamp, född 1585 i Amsterdam, död 1634 i Kampen, var en holländsk konstnär.
Avercamp var verksam i Kampen och kallades på grund av ett fel i talorganet "de stomme van Kampen" (den stumme från Kampen). Han har efterlämnat en rad målningar och teckningar, ofta bilder som innehåller vinterstämningar med små staffagefigurer och är influerade av Pieter Brueghel den äldre. Hans troligtvis mest kända målning är Vinterlandskap med skridskoåkare från omkring 1608 som är utställd på Rijksmuseum i Amsterdam.

## Eftermäle
Asteroiden 12646 Avercamp är uppkallad efter honom.